# Siergiej Mieniajło
Siergiej Iwanowicz Mieniajło (ros. Сергей Иванович Меняйло; ur. 22 sierpnia 1960 w Ałagirze) – rosyjski polityk i wojskowy, od 15 kwietnia 2014 do 28 lipca 2016 mer Sewastopola (do 9 października 2014 jako pełniący obowiązki).

## Życiorys
Po ukończeniu szkoły wojskowej w Baku od 1979 służył w marynarce jako nawigator, doszedł do stopnia wiceadmirała rezerwy. Był dowódcą bazy morskiej w Noworosyjsku, a także Floty Czarnomorskiej od 2009 do 2011 roku. W 2011 odszedł ze służby wojskowej. W 1990 wybrany do rady regionalnej w Murmańsku, w 2010 kandydował w wyborach lokalnych w Osetii Północnej z ramienia Jednej Rosji. W 2008 roku uczestniczył w wojnie w Osetii Południowej.
15 kwietnia 2014 mianowany merem Symferopola, oficjalnie „do momentu objęcia urzędu przez osobę wybraną na gubernatora miasta Sewastopola”. Zastąpił Aleksieja Czałego, którego następnie zmarginalizował politycznie. Utrzymał stanowisko po wyborach lokalnych z września 2014. 28 lipca 2016 przeszedł na stanowisko prezydenckiego wysłannika do Syberyjskiego Okręgu Federalnego, a 12 sierpnia także członkiem Rady Bezpieczeństwa.
W 2020 roku Unia Europejska nałożyła na Mieniajłę osobiste sankcje w związku z otruciem Aleksieja Nawalnego. Osobom objętym sankcjami nie wolno wjeżdżać do krajów UE, korzystać z tranzytu przez te kraje, ich majątek i fundusze w UE są zamrożone, obowiązuje zakaz udzielania im jakiejkolwiek pomocy ekonomicznej ze strony obywateli UE.